# Dean Morton
Dean Morton (Canadá, 27 de febrero de 1968) es un exjugador de hockey sobre hielo profesional canadiense, actualmente un árbitro de la National Hockey League.

## Trayectoria
Jugó uno partido de la NHL con los Detroit Red Wings durante la temporada 1989-90 y es uno de los únicos tres jugadores que anotaron en su único partido de la NHL, junto con Brad Fast y Rolly Huard.